# Krissy Taylor
Kristen Erin Taylor (15 de mayo de 1978 - 2 de julio de 1995) fue una modelo estadounidense.

## Primeros años y carrera
Taylor nació en Miami y vivió en el sur de Florida con sus padres y dos hermanas mayores. Su ingreso en el mundo del modelaje fue en gran parte debido a ser la hermana menor de la supermodelo Niki Taylor. A los 11 años, Krissy empezó a ir a las sesiones fotográficas junto a Niki, y los fotógrafos comenzaron a incluirla en sus tomas. Su primera sesión junto a su hermana Niki apareció en Seventeen. Pronto firmó con la agencia de modelos de su hermana en Nueva York, IMG.
A los 13 años de edad, después de acompañar a Niki a los cástines para la muestras de otoño en Milán, los diseñadores vistieron sin pensar a Krissy,  y compartió pasarela con Naomi Campbell, Christy Turlington y Claudia Schiffer. A partir de entonces, Krissy empezó a recibir llamadas para trabajar en solitario. Krissy había acumulado un impresionante currículum, incluyendo Elle, Glamour de Italia, YM,  Cosmopolitan y Vogue. Logró 13 portadas, y apareció en Entertainment Tonight y MTV. Ella también hizo las muestras de las colecciones de la  primavera de 1994 en Nueva York, con ocho eventos, incluyendo a Ralph Lauren.
Su última sesión fotográfica fue junto a su hermana Niki Taylor para la portada de Ocean Drive en julio/agosto de 1995.

## Muerte
El 2 de julio de 1995, Niki Taylor encontró a Krissy inconsciente en el piso de su casa en Florida. Después que los intentos de su familia y las autoridades de reanimar a Taylor fallaron, fue llevada al Memorial Hospital West y declarada muerta a las 5:39 a. m. Tenía 17 años de edad.
Se sabía que Taylor había tenido alergias que congestionaban su aparato respiratorio superior y que usaba Primatene, un inhalador, para combatir la falta de aire. Aunque la adrenalina que contiene puede causar arritmia cardiaca, era imposible probar si ella lo había tomado justo antes de su muerte.
La causa de muerte oficial fue un ataque de asma agudo complicado por arritmia cardiaca súbita. Sin embargo, no tenía antecedentes de asma ni ningún síntoma de una afección cardíaca. Sin saber el diagnóstico del médico forense, la familia Krissy contrató expertos independientes para estudiar las muestras de tejido del músculo cardíaco de Krissy, y concluyó que la causa más probable de su muerte fue una rara enfermedad llamada displasia arritmogénica[cita requerida].
La madre de Taylor, Barbara, está actualmente comprometida con la Fundación de Investigación y Educación de las Arritmias Cardiacas (CARE).